# Grabe (gmina Središče ob Dravi)
Grabe – wieś w Słowenii, w gminie Središče ob Dravi. W 2018 roku liczyła 128 mieszkańców.